# Buslijn 651
Buslijn 651 Leuven - Everberg - Kortenberg - Steenokkerzeel - Cargo - Luchthaven
was een van de 3 lijnen van het START-initiatief van De Lijn, die Leuven en de Luchthavenregio verbinden tussen 5 en 23u. Ze werd in gebruik genomen in november 2007.
Ze kruiste lijn 652 op de Leuvensesteenweg in Kortenberg, die tussen Erps-Kwerps en Leuven een noordelijkere route volgt en Lijn 616 die tussen Everberg en Leuven een zuidelijkere route volgt. De lijn werd net als de in dezelfde regio opererende lijn 652 stopgezet op vrijdag 5 januari 2024 naar aanleiding van de start van het Hoppin mobiliteitsplan van De Lijn vanaf 6 januari 2024. Beide lijnen werden beiden samen deels vervangen door een enkele nieuwe lijn 91 met deels overlappende deeltrajecten.

## Pachter
De ritten werden verzorgd door STACA, een pachter in Kortenberg.

## Frequentie
Er ging om de 60 minuten een bus. Op weekdagen zijn er bijkomend ritten om het half uur tussen 5 en 9u en tussen 15 en 19u.

## Historiek

### 2007
Deze lijn bestaat sinds 12 november 2007

### 2012
Op 16 april 2012 werden de extra ritten tijdens het spitsuur tussen Zaventem en Kortenberg weer afgeschaft omwille van algemene besparingen bij De Lijn. Tot dan reed er ook de hele dag om het half uur een bus. Sindsdien is Machelen Cargo Discount Parking tevens het eindpunt in de daluren.

### 2024
De lijn werd stopgezet op vrijdag 5 januari 2024 naar aanleiding van de start van het Hoppin mobiliteitsplan van De Lijn vanaf 6 januari 2024 en vervangen door lijn 91 met deels overlappende deeltrajecten.

## Route
- Dynamische kaart op Openstreetmap met mogelijkheid tot inzoomen, omgeving bekijken en export als GPX

## Externe verwijzingen
- haltelijst
- routeplan
- Website De Lijn